# Vincent Cahay
Vincent Cahay, né en 1973 à Bruxelles, est un compositeur belge de musique de film.

## Biographie
Après ses études en art dramatique au Conservatoire de Liège, Vincent Cahay joue dans différentes productions théâtrales. À partir des années 2000, en parallèle de ses activités de comédien, il commence à composer des musiques pour la scène et le cinéma.

## Théâtre

### En tant que compositeur

#### Spectacles
- 2015 : Going Home de Vincent Hennebicq[2],[3]
- : les fourberies de Scapins

- 2018 : Tristesses d'Anne-Cécile Vandalem[4]

## Filmographie

### En tant que compositeur

#### Longs métrages
- 2004 : Calvaire de Fabrice Du Welz
- 2014 : Alléluia de Fabrice Du Welz]
- 2016 : Message from the King de Fabrice Du Welz
- 2019 : Adoration de Fabrice Du Welz
- 2020 : Filles de joie de Frédéric Fonteyne et Anne Paulicevich
- 2021 : La Nuée de Just Philippot
- 2021 : Inexorable de Fabrice Du Welz
- 2023 : L'ordine del tempo de Liliana Cavani
- 2024 : Maldoror de Fabrice Du Welz

#### Courts métrages
- 2020 : Nuage de Joséphine Darcy Hopkins

### En tant qu'acteur
- 2004 : Folie privée de Joachim Lafosse
- 2004 : Calvaire de Fabrice Du Welz : Stan Le Pianiste

## Distinctions
- Prix du syndicat de la critique 2018 : meilleur compositeur de musique de scène pour Tristesses
- Magritte 2022 : Meilleure musique originale pour Adoration